# Pitkiaranta (stacja kolejowa)
Pitkiaranta (ros. Питкяранта, krl. Pitkyrandu, fiń. Pitkäranta) – stacja kolejowa w miejscowości Pitkiaranta, w rejonie pitkiaranckim, w Karelii, w Rosji. Położona jest na linii Janisjarwi – Łodiejnoje Pole, nad brzegiem Ładogi.
Stacja powstała w okresie międzywojennym, w okresie przynależności tych terenów do Finlandii.

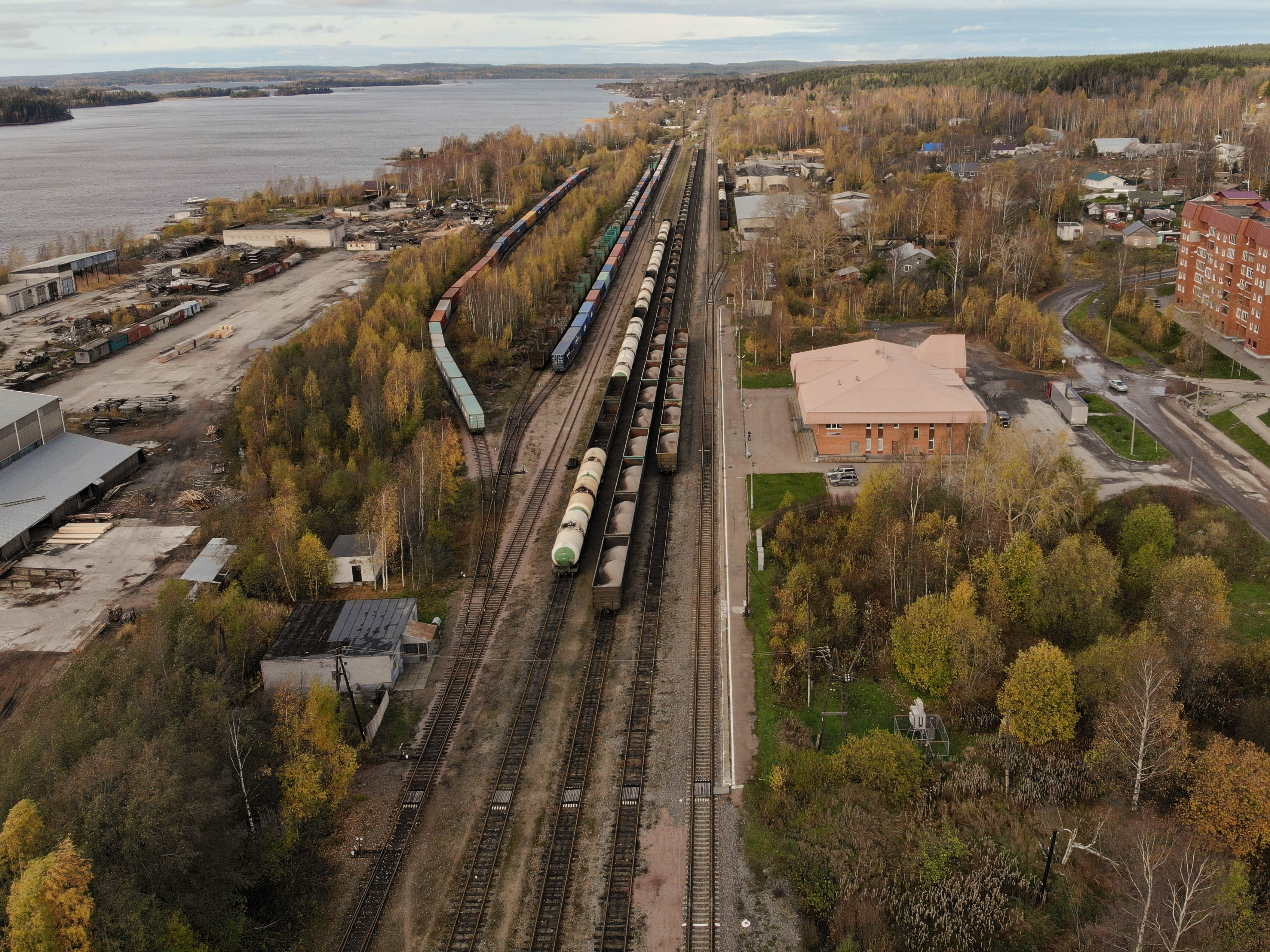
widok w stronę Janisjarwi
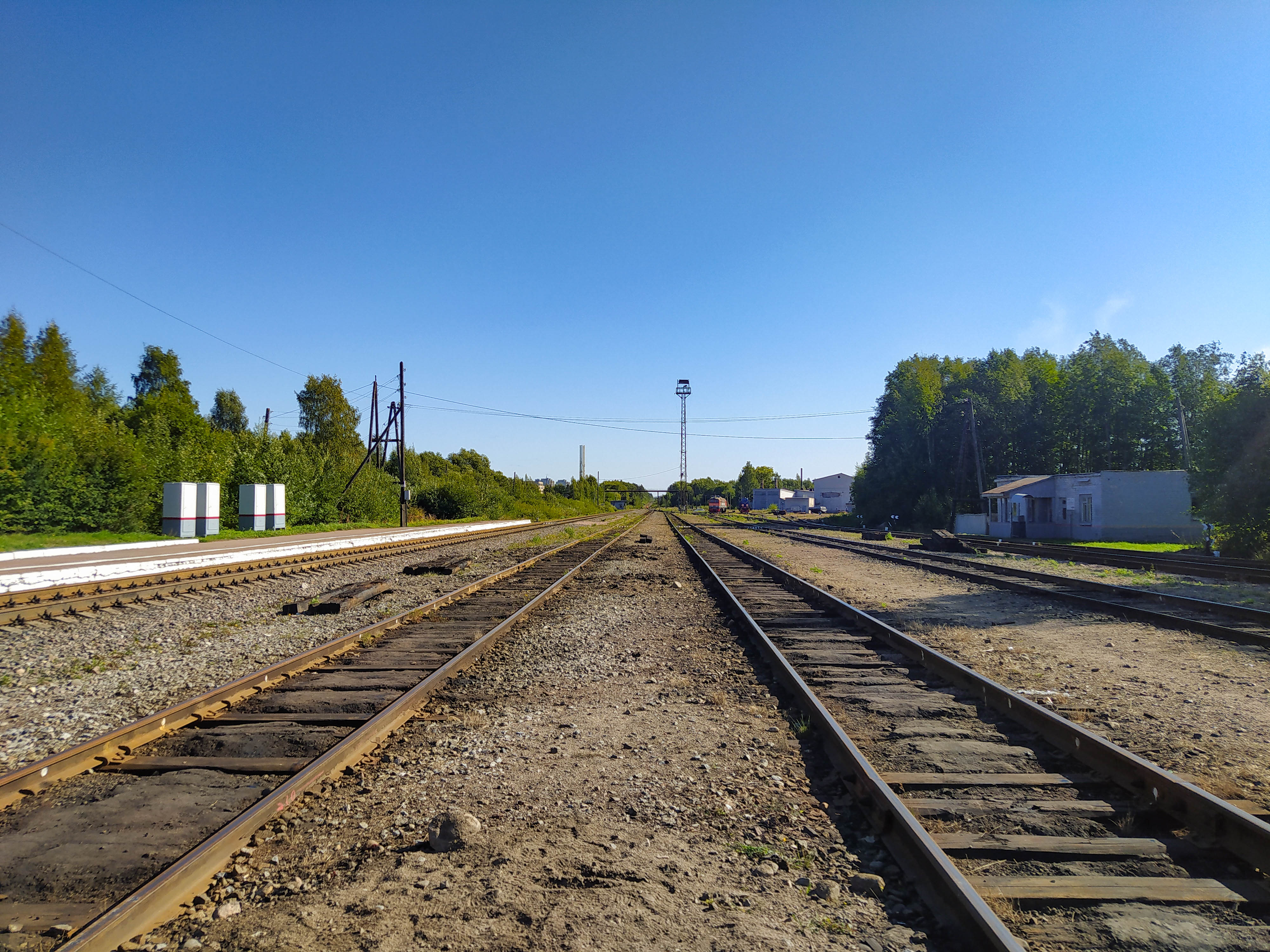
widok w stronę Łodiejnojego Pola
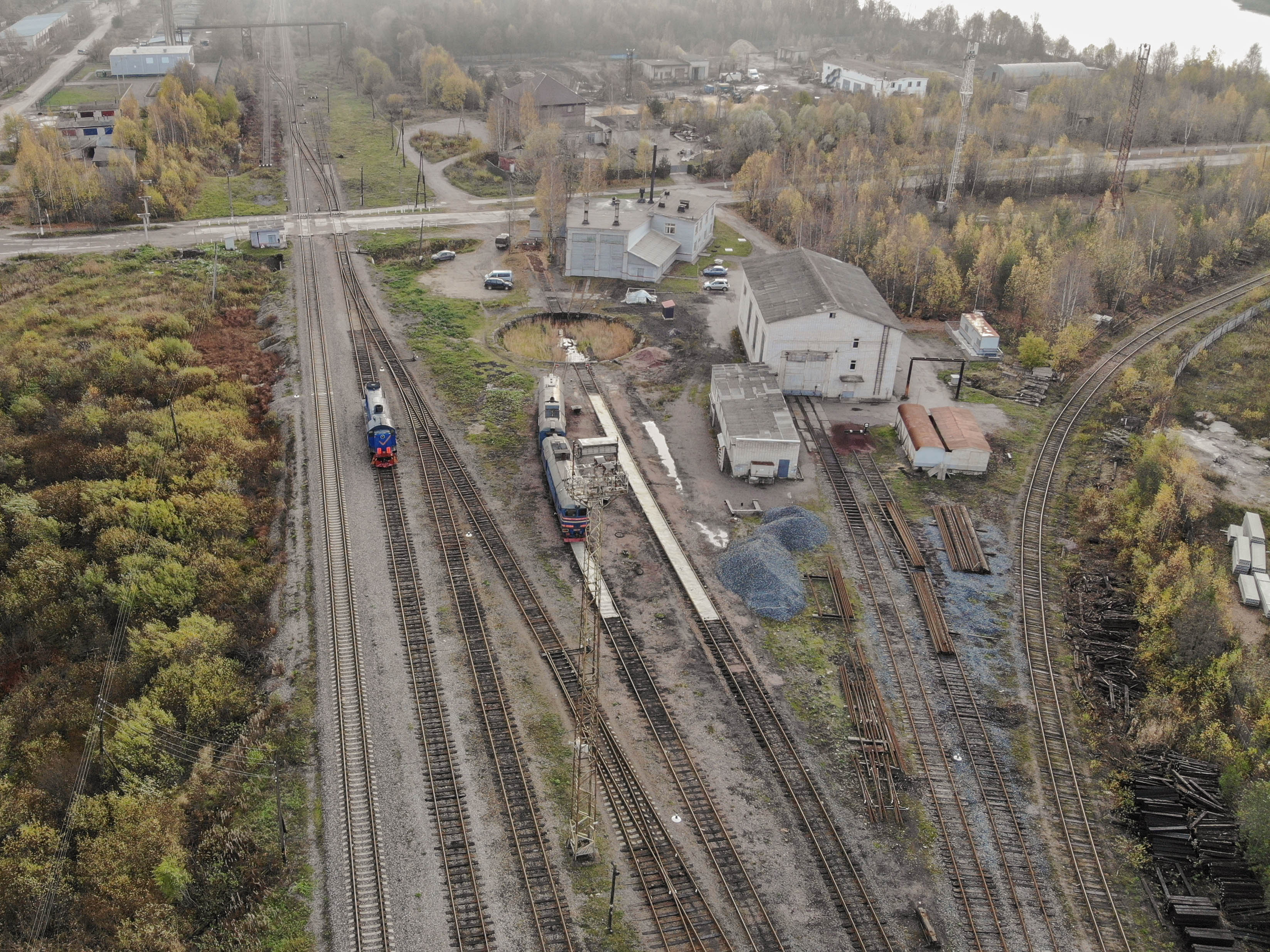
lokomotywownia